# گلوکوزید

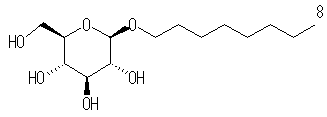
ساختار گلوکوزید n-Octyl-β-D

گلوکوزید (به انگلیسی: Glucoside) ترکیبی است آلی با وزن مولکولی پائین، حاوی یک بخش غیرکربوهیدراته (آگلیکن) که به یک قند متصل است. گلوکوزیدها از مشتقات گلوکز هستند که بر اثر جانشین شدن یک بنیان آلی به‌جای یکی از اتم‌های گلوکز حاصل می‌شوند.
گلوکوزیدها از سوخت و ساز ثانویهٔ گیاهان به دست می‌آیند و از دو قسمت تشکیل شده‌اند. یک قسمت آن مانند گلوکز محتوی قند و در اکثر موارد غیرفعال است و اثر مناسبی روی حلال بودن گلوکوزید و جذب آن و حتی انتقال آن از یک عضو به عضو دیگر دارد. اثر درمانی مربوط به قسمت دوم است که به آن اگلیکن (یا اگلوکن) گفته می‌شود. برحسب ترکیبات گلوکوزیدها را به چندین گروه تقسیم می‌کنند:

الف) تیوگلوکوزیدها: حاوی گوگرد که به‌طور آلی به آن متصل و مثلاً به وسیلهٔ خانوادهٔ کلم مشخص می‌شوند. آنها به همراه یک آنزیم، میروزیناز که اثرش تجزیهٔ آن‌ها به گلوکز و ایزوتیوسیانات‌های سی‌نه‌وول‌ها (خردل، دانه‌های خردل سفید یا سیاه دانهٔ گیاه لادن) است.

ب) گلوکوزیدهای مشتق از اسید سیانیدریک متصل به یک قند تشکیل می‌شود. با تأثیر آنزیم آن‌ها تجزیه (اغلب در آب دهان انسان) و به اسید سیانیدریک آزاد که یک نوع سم است تبدیل می‌شود (بادام‌های تلخ، گل آقطی سیاه و آلو و برگ‌های گیلاس).

ج) گلوکوزیدهای آنتراکینونیک در اکثر موارد پیگمان‌های شفافی هستند که به آسانی مورد اشتباه قرار می‌گیرند. آن‌ها شش تا هشت ساعت پس از جذب اثر ملین دارند (ساقهٔ زیر زمینی ریوند).
د) کاردیوگلوکوزیدها (گلوکوزیدهای دیژیتال) که موارد بسیار مهمی هستند و به مقدار کمی فعالیت قلب را تنظیم می‌کنند. بر حسب ساختمان شیمیایی آن‌ها را به کاردنولیدها: گل انگشتانه، موگه و آدونیس و بوفادینول‌ها (ریشهٔ هلبور) تقسیم می‌کنند.
هـ) گلوکوزیدهای فنلیک که متعلق به گروه عناصری هستند که اثرات و در بیش تر موارد عطر خاصی نیز دارند. به همین دلیل برخی مواقع آنها را در میان عناصر معطر طبقه‌بندی می‌کنند (مشتقات سالیسیلیک موجود در پوست درخت بید، ریش بز، و جوانه‌های صنوبر آربوتین و متیل آربوتین موجود در بوسرول، مورد و خزه).